# Абіньюнет-дал-Панадес
Абіньюне́т-дал-Панаде́с (кат. Avinyonet del Penedès) — муніципалітет, розташований в Автономній області Каталонія, в Іспанії. Знаходиться у районі (кумарці) Ал-Панадес провінції Барселона, згідно з новою адміністративною реформою перебуватиме у складі Баґарії (округи) Барселона.

## Населення
Населення міста (у 2007 р.) становить 1.588 осіб (з них менше 14 років — 14,7%, від 15 до 64 — 67,7%, понад 65 років — 17,6%). У 2006 р. народжуваність склала 17 осіб, смертність — 13 осіб, зареєстровано 3 шлюби. У 2001 р. активне населення становило 616 осіб, з них безробітних — 48 осіб.
Серед осіб, які проживали на території міста у 2001 р., 1.057 народилися в Каталонії (з них 792 особи у тому самому районі, або кумарці), 129 осіб приїхало з інших областей Іспанії, а 76 осіб приїхало з-за кордону.
Університетську освіту має 7,7% усього населення.
У 2001 р. нараховувалося 424 домогосподарства (з них 17,2% складалися з однієї особи, 27,1% з двох осіб,19,1% з 3 осіб, 22,6% з 4 осіб, 8,5% з 5 осіб, 3,3% з 6 осіб, 1,4% з 7 осіб, 0,5% з 8 осіб і 0,2% з 9 і більше осіб).
Активне населення міста у 2001 р. працювало у таких сферах діяльності : у сільському господарстві — 13,9%, у промисловості — 26,8%, на будівництві — 11,6% і у сфері обслуговування — 47,7%.
У муніципалітеті або у власному районі (кумарці) працює 441 особа, поза районом — 360 осіб.
Безробіття
У 2007 р. нараховувалося 50 безробітних (у 2006 р. — 50 безробітних), з них половина — чоловіки.

## Економіка

### Підприємства міста

#### Промислові підприємства
| \| Промислові підприємства міста, за сферою діяльності \| Промислові підприємства міста, за сферою діяльності \| Промислові підприємства міста, за сферою діяльності \| \| Рік \| 2002 р. \| 2001 р. \| \| --------------------------------------------------- \| --------------------------------------------------- \| --------------------------------------------------- \| \| Енергетичні та водні ресурси \| 0% \| 0% \| \| Хімія та метали \| 5% \| 5% \| \| Переробка металів \| 25% \| 25% \| \| Продукти харчування \| 50% \| 50% \| \| Текстиль \| 0% \| 0% \| \| Виробництво меблів, видання \| 20% \| 20% \| \| Інше \| 0% \| 0% \| \| Усього підприємств \| 20 \| 20 \| |         |         |
| Промислові підприємства міста, за сферою діяльності |         |         |
| Рік | 2002 р. | 2001 р. |
| Енергетичні та водні ресурси | 0%      | 0%      |
| Хімія та метали | 5%      | 5%      |
| Переробка металів | 25%     | 25%     |
| Продукти харчування | 50%     | 50%     |
| Текстиль | 0%      | 0%      |
| Виробництво меблів, видання | 20%     | 20%     |
| Інше | 0%      | 0%      |
| Усього підприємств | 20      | 20      |

#### Роздрібна торгівля
| \| Підприємства роздрібної торгівлі міста, за сферою діяльності \| Підприємства роздрібної торгівлі міста, за сферою діяльності \| Підприємства роздрібної торгівлі міста, за сферою діяльності \| \| Рік \| 2002 р. \| 2001 р. \| \| ------------------------------------------------------------ \| ------------------------------------------------------------ \| ------------------------------------------------------------ \| \| Продукти харчування \| 68,8% \| 75% \| \| Одяг та взуття \| 0% \| 0% \| \| Товари для дому \| 12,5% \| 6,2% \| \| Книги та періодичні видання \| 0% \| 0% \| \| Промислова хімічна продукція \| 6,2% \| 6,2% \| \| Продукція, пов'язана з транспортними засобами \| 0% \| 0% \| \| Інше \| 12,5% \| 12,5% \| \| Усього підприємств \| 16 \| 16 \| |         |         |
| Підприємства роздрібної торгівлі міста, за сферою діяльності |         |         |
| Рік | 2002 р. | 2001 р. |
| Продукти харчування | 68,8%   | 75%     |
| Одяг та взуття | 0%      | 0%      |
| Товари для дому | 12,5%   | 6,2%    |
| Книги та періодичні видання | 0%      | 0%      |
| Промислова хімічна продукція | 6,2%    | 6,2%    |
| Продукція, пов'язана з транспортними засобами | 0%      | 0%      |
| Інше | 12,5%   | 12,5%   |
| Усього підприємств | 16      | 16      |

#### Сфера послуг
| \| Підприємства міста, що працюють у сфері послуг, за діяльністю \| Підприємства міста, що працюють у сфері послуг, за діяльністю \| Підприємства міста, що працюють у сфері послуг, за діяльністю \| \| Рік \| 2002 р. \| 2001 р. \| \| ------------------------------------------------------------- \| ------------------------------------------------------------- \| ------------------------------------------------------------- \| \| Гуртова торгівля \| 16% \| 13% \| \| Готелі та готельний бізнес \| 22% \| 22,2% \| \| Транспорт та зв'язок \| 32% \| 37% \| \| Посередницькі фінансові послуги \| 4% \| 3,7% \| \| Послуги підприємствам \| 2% \| 3,7% \| \| Послуги фізичним особам \| 18% \| 16,7% \| \| Нерухомість та ін. \| 6% \| 3,7% \| \| Усього підприємств \| 50 \| 54 \| |         |         |
| Підприємства міста, що працюють у сфері послуг, за діяльністю |         |         |
| Рік | 2002 р. | 2001 р. |
| Гуртова торгівля | 16%     | 13%     |
| Готелі та готельний бізнес | 22%     | 22,2%   |
| Транспорт та зв'язок | 32%     | 37%     |
| Посередницькі фінансові послуги | 4%      | 3,7%    |
| Послуги підприємствам | 2%      | 3,7%    |
| Послуги фізичним особам | 18%     | 16,7%   |
| Нерухомість та ін. | 6%      | 3,7%    |
| Усього підприємств | 50      | 54      |

## Житловий фонд
У 2001 р. 1,9% усіх родин (домогосподарств) мали житло метражем до 59 м², 18,4% — від 60 до 89 м², 36,6% — від 90 до 119 м² і 43,2% — понад 120 м².
З усіх будівель у 2001 р. 30% було одноповерховими, 62,9% — двоповерховими, 5,4% — триповерховими, 1,2% — чотириповерховими, 0,2% — п'ятиповерховими, 0% — шестиповерховими, 0% — семиповерховими, 0,2% — з вісьмома та більше поверхами.

## Автопарк
| \| Автомобілі, зареєстровані у місті, за призначенням \| Автомобілі, зареєстровані у місті, за призначенням \| Автомобілі, зареєстровані у місті, за призначенням \| \| Рік \| 2006 р. \| 2005 р. \| \| -------------------------------------------------- \| -------------------------------------------------- \| -------------------------------------------------- \| \| Приватні автомобілі \| 63,8% \| 63% \| \| Мотоцикли \| 10,3% \| 10,6% \| \| Вантажівки \| 22% \| 22,4% \| \| Трактори \| 0,6% \| 0,7% \| \| Автобуси та ін. \| 3,3% \| 3,4% \| \| Усього автомобілів \| 1.375 шт. \| 1.315 шт. \| |           |           |
| Автомобілі, зареєстровані у місті, за призначенням |           |           |
| Рік | 2006 р.   | 2005 р.   |
| Приватні автомобілі | 63,8%     | 63%       |
| Мотоцикли | 10,3%     | 10,6%     |
| Вантажівки | 22%       | 22,4%     |
| Трактори | 0,6%      | 0,7%      |
| Автобуси та ін. | 3,3%      | 3,4%      |
| Усього автомобілів | 1.375 шт. | 1.315 шт. |

## Вживання каталанської мови
У 2001 р. каталанську мову у місті розуміли 96,5% усього населення (у 1996 р. — 97,7%), вміли говорити нею 87,9% (у 1996 р. — 
91,8%), вміли читати 85% (у 1996 р. — 89,2%), вміли писати 61,1
% (у 1996 р. — 62,1%). Не розуміли каталанської мови 3,5%.

## Політичні уподобання
У виборах до Парламенту Каталонії у 2006 р. взяло участь 728 осіб (у 2003 р. — 752 особи). Голоси за політичні сили розподілилися таким чином:
| \| Вибори до Парламенту Каталонії \| Вибори до Парламенту Каталонії \| Вибори до Парламенту Каталонії \| \| Рік \| 2006 р. \| 2003 р. \| \| -------------------------------------- \| ------------------------------ \| ------------------------------ \| \| Конвергенція та Єднання (CiU) \| 43,7% \| 52,5% \| \| Соціалістична партія Каталонії (PSC) \| 21,7% \| 16,6% \| \| Народна партія (PP) \| 4,1% \| 3,9% \| \| Ініціатива за зелену Каталонію (IC) \| 9,8% \| 4,3% \| \| Республіканська лівиця Каталонії (ERC) \| 18,3% \| 21,9% \| \| Громадянська партія (C's) \| 0,5% \| 0% \| \| Інші \| 1,9% \| 0,8% \| |         |         |
| Вибори до Парламенту Каталонії |         |         |
| Рік | 2006 р. | 2003 р. |
| Конвергенція та Єднання (CiU) | 43,7%   | 52,5%   |
| Соціалістична партія Каталонії (PSC) | 21,7%   | 16,6%   |
| Народна партія (PP) | 4,1%    | 3,9%    |
| Ініціатива за зелену Каталонію (IC) | 9,8%    | 4,3%    |
| Республіканська лівиця Каталонії (ERC) | 18,3%   | 21,9%   |
| Громадянська партія (C's) | 0,5%    | 0%      |
| Інші | 1,9%    | 0,8%    |

У муніципальних виборах у 2007 р. взяло участь 873 особи (у 2003 р. — 860 осіб). Голоси за політичні сили розподілилися таким чином:
| \| Муніципальні вибори \| Муніципальні вибори \| Муніципальні вибори \| \| Рік \| 2007 р. \| 2003 р. \| \| -------------------------------------- \| ------------------- \| ------------------- \| \| Конвергенція та Єднання (CiU) \| 25,5% \| 18,3% \| \| Соціалістична партія Каталонії (PSC) \| 48,1% \| 48,7% \| \| Народна партія (PP) \| 1,3% \| 2,4% \| \| Ініціатива за зелену Каталонію (IC) \| 0% \| 0% \| \| Республіканська лівиця Каталонії (ERC) \| 0% \| 0% \| \| Громадянська партія (C's) \| 0% \| 0% \| \| Інші \| 25,1% \| 30,6% \| |         |         |
| Муніципальні вибори |         |         |
| Рік | 2007 р. | 2003 р. |
| Конвергенція та Єднання (CiU) | 25,5%   | 18,3%   |
| Соціалістична партія Каталонії (PSC) | 48,1%   | 48,7%   |
| Народна партія (PP) | 1,3%    | 2,4%    |
| Ініціатива за зелену Каталонію (IC) | 0%      | 0%      |
| Республіканська лівиця Каталонії (ERC) | 0%      | 0%      |
| Громадянська партія (C's) | 0%      | 0%      |
| Інші | 25,1%   | 30,6%   |